# 番役
番役（ばんやく）とは、日本史上において順番に交替勤務にあたること。
律令制における衛士上番や平安時代中期以後における大番（天皇・上皇の御所や摂関家の邸宅警備）などの朝廷関係機関を警備する番役が古くから存在していた。鎌倉幕府は全国の御家人に御家人役と呼ばれる軍役の一環として各種の番役をかけるとともに、朝廷に対する番役負担の一部を継承した。最大のものは大番役と呼ばれるもので、京都の大番を継承した「京都大番役」と同様に鎌倉にあった将軍御所や幕府機関を警備する「鎌倉大番役」が存在した。諸国の守護は国内の御家人を大番役に従事させるために必要な権限が与えられており（「大番催促」）、大犯三箇条のうちの1つに数えられている。元寇を機に異国警固番役が追加された。